# Печатка Аляски

Рання версія печатки, що використовувалась до 1910 року, за часів району Аляска.

Печатка штату Аляска була вперше прийнята ще до того, як Аляска стала штатом, у період так званого району Аляска, пізніше території Аляски. Перший губернатор розробив печатку Аляски, на якій зображено полярне сяйво, глетчери, іглу та інше.
У 1910 році цю печатку було перероблено для того, щоби показати промислове і ресурсне багатство Аляски. На теперішній печатці зображено промені навколо гір, що презентує відоме Північне сяйво. Плавильник символізує шахтарську справу, поїзд — залізниці Аляски, а кораблі — морський транспорт штату. Дерева, зображені на печатці символізують багатство Аляски на ліс, а фермер та його кінь — сільське господарство. Риба і тюлень зазначають велику важливість риболовлі для господарства Аляски.